# Chapelle des Barquets
La chapelle des Barquets est une chapelle de style roman située à Montségur-sur-Lauzon dans le département français de la Drôme en région Rhône-Alpes.

## Localisation
La chapelle est située à l'intersection de deux routes au hameau des Bas-Barquets, au nord-ouest du village de Montségur-sur-Lauzon.

## Historique
La chapelle date probablement du XVIIe siècle mais elle intègre un portail de style roman tardif qui date probablement du XIVe siècle.
Elle ne fait l'objet d'aucun classement au titre des monuments historiques.

## Matériaux
La chapelle est édifiée en moellons enduits de mortier, l'utilisation de la pierre de taille se cantonnant au portail et à la corniche. Elle est recouverte de tuiles romaines.

## Architecture
De très petites dimensions, la chapelle est constituée d'une nef unique et d'un chevet semi-circulaire.
La façade méridionale présente un beau portail en arc légèrement brisé de style roman tardif.
Les piédroits de ce portail sont surmontés d'impostes en saillie portant une archivolte à double voussure surmontée d'un larmier. La voussure interne est ornée d'un cordon de bâtons brisés.
|  |  |